# The Maccabees (trupă)
The Maccabees sunt o trupă engleză de indie-rock fondată în Londra în anul 2004. Componența cea mai longevivă a grupului i-a cuprins pe Orlando Weeks (voce, chitară și clape), Felix White (chitară, fundal vocal), Hugo White (chitară, fundal vocal), Rupert Jarvis (bas) și Sam Doyle (baterie).
Aceștia au lansat patru albume: Colour It In (2007), Wall of Arms (2009), Given to the Wild (2012) și Marks to Prove It (2015).

## Numele trupei
Conform declarațiilor membrilor, acesta a fost ales la întâmplare în timp ce ei răsfoiau Biblia. Cu toate acestea, conotațiile religioase nu sunt resimțite și la nivelul lor, de vreme ce atât solistul grupului, Orlando Weeks, cât și colegii săi, au afirmat în interviuri că nu au înclinații religioase. Tendințele ateiste poate fi dovedite chiar și prin intermediul compozițiilor cvintetului, în special piesele All In Your Rows de pe albumul de debut și Wall of Arms de pe albumul omonim.

## Cariera muzicală

#### 2007-2008:Colour It In
Primul single al trupei, X-Ray, a apărut pe data de 28 noiembrie 2005, și a beneficiat de difuzări sporadice pe postul de radio Xfm London. A doua piesă lansată, Latchmere, care avea drept subiect mașinăria producătoare de valuri de la Latchmere Leisure Centre din sudul Londrei, a beneficiat de mai multă atenție, fiind difuzat pe MTV2.
Al treilea cântec scos pe piață, și anume First Love, a reprezentat o schimbare de casă de discuri prin trecerea de la Fierce Panda Records, prin intermediul căruia lansaseră Latchmere, la grupul Fiction Records, dar și primul single care reușește să atingă top 40 în Marea Britanie, clasându-se chiar pe poziția a 40-a. Lui First Love i-a urmat About Your Dress, care s-a situat și mai sus, clasându-se pe locul 33.
Al treilea cântec lansat sub umbrela Fiction Records, și anume Precious Time, nu a depășit pozițiile celor doi predecesori, ajungând numai pe locul 49.
Pe 14 mai 2007 apare albumul de debut al trupei, intitulat Colour It In. Acesta beneficiază de un succes mai mare decât piesele lansate pentru promovare, clasându-se pe locul 24 în UK Albums Chart și primind recenzii pozitive.
Ultima piesă menită să promoveze materialul de debut, și anume Toothpaste Kisses, a apărut în ianuarie 2008 și a devenit rapid una dintre cele mai cunoscute piese ale trupei, fapt la care a contribuit și folosirea ei într-o reclamă la Samsung în anul precedent.

#### 2009-2011:Wall Of Arms
În mai 2008, grupul londonez a fost invitat în cadrul emisiunii lui Steve Lamacq de pe BBC Radio 1, In New Music We Trust, unde a cântat două noi compoziții: No Kind Words și Young Lions. Pe lângă aceasta, ei au mai perfomat, în august 2008, la Offset Festival și la Underage Festival, ambele fiind ținute în capitala Regatului Unit.
Informațiile despre al doilea material discografic au venit în februarie 2009, când Felix White, unul dintre chitariștii trupei, a fost invitat la emisiunea lui Zane Lowe de la postul de radio anterior menționat. Astfel, White a anunțat că al doilea album se va numi Wall of Arms și că o primă piesă, No Kind Words, va fi disponibilă pentru download gratuit.
Primul single al albumului, Love You Better, s-a auzit pentru prima oară pe 16 martie, iar responsabil pentru premieră a fost Steve Lamacq. Videoclipul a devenit disponibil începând cu 27 martie pe site-ul clashmusic.com.
Wall of Arms s-a lansat pe 4 mai 2009 și a fost bine primit de criticii de specialitate, care au apreciat evoluția și schimbarea de ton față de primul album, dar nu au putut să nu remarce asemănări cu albumul Neon Bible de la trupa indie-rock canadiană Arcade Fire. Acest fapt s-a datorat producției lui Markus Dravs, responsabil pentru ambele lansări.
La două luni după lansarea lui Wall of Arms a apărut și al doilea single, Can You Give It, iar în luna noiembrie a apărut pe piață o reorchestrare a piesei No Kind Words, intitulată Empty Vessels, pentru care au colaborat cu rapperul sud-londonez Roots Manuva.

#### 2012-2013:Given to the Wild
Primult cântec de pe al treilea album care și-a făcut debutul live a fost Child, care a fost performat în cadrul unui concert în Brighton în august 2010. Acesta a fost urmat de Forever I've Known, prezentată în cadrul prestației cvintetului la festivalul Reading and Leeds, în aceeași lună.
Un an mai târziu, alte cinci noi creații, și anume Feel to Follow, Pelican, Ayla, Went Away și Grew Up at Midnight și-au făcut apariția în cadrul unui concert susținut în Portsmouth.
Pe 4 octombrie 2011, londonezii au anunțat pe propriul blog de pe Tumblr că cel de-al treilea material se va numi Given to the Wild și că va fi disponibil pe piață de pe 9 ianuarie 2012. Single-ul desemnat să deschidă promovarea efortului discografic a fost Pelican, care a fost lansat pe 30 decembrie 2011. Acestuia i-au urmat Feel to Follow în februarie 2012, Went Away în mai 2012 și Ayla în septembrie 2012.
Given to the Wild a fost bine primit de critică. Pe site-ul metacritic.com, care calculează un punctaj mediu al unui album pe baza recenziilor provenite din publicații specializate, acesta deține un scor de 69/100, ceea ce indică o reacție în general pozitivă. Aprecierile acestora au fost  echivalate și pe planul comercial, lansarea ajungând până pe locul 4 în topul albumelor britanice.
Nu în ultimul rând, acesta s-a mai bucurat de o nominalizare  la Mercury Prize în 2012. Pelican a câștigat premiul Ivor Novello pentru Cel mai bun cântec contemporan la ediția din 2013, iar Grew Up at Midnight a fost folosită în scena de final a filmului Steve Jobs, lansat în 2015.

#### 2014-2017:Marks to Prove It
Planurile pentru un al patrulea efort discografic al grupului prognozau începutul lui 2014 ca dată aproximativă de publicare, dar, într-o declarație dată în ianuarie 2014 revistei NME de către doi dintre membri, a fost menționat faptul că, deși lucrul la album începuse încă din anul precedent, ei și colegii lor nu reușiseră să termine lucrul decât la două piese. Astfel, aceștia și-au continuat procesul de creație pe tot parcursul anului.
Între lunile noiembrie și decembrie ale aceluiași an, londonezii au avut câteva apariții publice în deschiderea celor de la Kasabian. De altfel, la unul dintre concertele grupului din Leicester, chitariștii trupei, frații Felix și Hugo White, au fost invitați pe scenă pentru a perfoma, împreună cu cvartetul, piesa L.S.F. (Lost Souls Forever).
Primul anunț oficial referitor la al patrulea album a venit în primăvara lui 2015, când s-a anunțat numele primului single, și anume Marks to Prove It. O dată cu lansarea acestuia la  sfârșitul primăverii a venit confirmarea numărului de piese al materialului, care erau prognozate a fi 11.  Mai erau menționate și locul de înregistare al creației, și anume studioul celor cinci din apropierea intersecției londoneze Elephant and Castle, ceea ce sugera că produsul va fi tributar zonei.
Confirmarea numelui albumului, Marks to Prove It, a venit pe 18 mai, împreună cu o dată de lansare, și anume 31 iulie. A doua compoziție devenită disponibilă publicului a fost Something Like Happiness, care a văzut lumina zilei pe site-ul trupei în data de 11 iunie și pe piață o dată cu lansarea discului.
Pe 7 august 2015, Marks to Prove It a devenit primul album al celor cinci care atinge prima poziție a UK Albums Chart. În același weekend, pe 8 august, The Maccabees au cântat pentru prima oară în România, la festivalul Summer Well.
Ultimul single de pe Marks to Prove It, și anume Spit it Out, a apărut în toamna lui 2015.
În februarie 2016, grupul a câștigat premiul pentru Cea mai bună trupă britanică la premiile NME.De asemenea, în luna iulie a aceluiași an, cei cinci au fost cap de afiș la festivalul Latitude.
Pe data de 8 august 2016, The Maccabees și-au anunțat, printr-un comunicat oficial, decizia de a se destrăma. Aceștia susțin că procesul este amiabil și au anunțat deja că vor organiza câteva concerte de rămas-bun.
Ultimele apariții live ale cvintetului indie-rock londonez vor fi avea loc pe 27 și 28 iunie 2017 în Manchester și între 29 iunie și 1 iulie 2017 în Londra. Acestea vor fi precedate de trei prestații pregătitoare în Birmingham, Glasgow și Newcastle pe 22, 23, respectiv 24 iunie 2017. Cu excepția concertelor pregătitoare și a datei de 30 iunie, toate datele au biletele epuizate.

## Componența trupei
- Orlando Weeks - voce, chitară, clape (2004 - 2017)
- Felix White - chitară, fundal vocal (2004 - 2017)
- Hugo White - chitară, fundal vocal (2004 - 2017)
- Rupert Jarvis - bas (2004 - 2017)
- Sam Doyle - baterie (2008 - 2017)

Foști membri
- Robert Dylan Thomas - baterie (2004 - 2008)

Muzicieni adiționali
- Will White - sintetizator, sampler (2010 - 2013)
- Rebekah Raa - pian, fundal vocal (2015 - 2016)